# Worstelen op de Olympische Zomerspelen 1952
Worstelen is een van de sporten die beoefend werden tijdens de Olympische Zomerspelen 1952 in Helsinki.

## Heren

### Grieks-Romeins

#### vlieggewicht (tot 52 kg)
| rang   | sporter            | land |
| ------ | ------------------ | ---- |
| Goud   | Boris Goerevitsj   | URS  |
| Zilver | Ignazio Fabra      | ITA  |
| Brons  | Leo Honkala        | FIN  |
| 4      | Heinrich Weber     | GER  |
| 5      | Mahmoud Omar Fawzy | EGY  |
| 5      | Bengt Johansson    | SWE  |
| 7      | Maurice Mewis      | BEL  |
| 7      | Borivoje Vukov     | YUG  |

#### bantamgewicht (tot 57 kg)
| rang   | sporter           | land |
| ------ | ----------------- | ---- |
| Goud   | Imre Hódos        | HUN  |
| Zilver | Zakaria Chihab    | LIB  |
| Brons  | Artem Terjan      | URS  |
| 4      | Hubert Persson    | SWE  |
| 5      | Reidar Mærlie     | NOR  |
| 6      | Ferdinand Schmitz | GER  |
| 7      | Ion Popescu       | ROU  |
| 8      | Pietro Lombardi   | ITA  |

#### vedergewicht (tot 62 kg)
| rang   | sporter               | land |
| ------ | --------------------- | ---- |
| Goud   | Jakov Poenkin         | URS  |
| Zilver | Imre Polyák           | HUN  |
| Brons  | Abdel Rashed          | EGY  |
| 4      | Umberto Trippa        | ITA  |
| 5      | Bartholomäus Brötzner | AUT  |
| 6      | Hasan Bozbey          | TUR  |
| 7      | Safi Taha             | LIB  |
| 8      | Ernest Gondzik        | POL  |
| 8      | Erkki Talosela        | FIN  |

#### lichtgewicht (tot 67 kg)
| rang   | sporter           | land |
| ------ | ----------------- | ---- |
| Goud   | Sjazam Safin      | URS  |
| Zilver | Gustav Freij      | SWE  |
| Brons  | Mikuláš Athanasov | TCH  |
| 4      | Gyula Tarr        | HUN  |
| 5      | Franco Benedetti  | ITA  |
| 5      | Dumitru Cuc       | ROU  |
| 5      | Kalle Haapasalmi  | FIN  |
| 8      | Kamel Hussein     | EGY  |
| 8      | Erich Schmidt     | SAA  |

#### weltergewicht (tot 73 kg)
| rang   | sporter           | land |
| ------ | ----------------- | ---- |
| Goud   | Miklós Szilvási   | HUN  |
| Zilver | Gösta Andersson   | SWE  |
| Brons  | Khalil Taha       | LIB  |
| 4      | Semjon Maroesjkin | URS  |
| 5      | Marin Beluşica    | ROU  |
| 5      | René Chesneau     | FRA  |
| 5      | Osvaldo Riva      | ITA  |
| 5      | Ahmet Şenol       | TUR  |

#### middengewicht (tot 79 kg)
| rang   | sporter          | land |
| ------ | ---------------- | ---- |
| Goud   | Axel Grönberg    | SWE  |
| Zilver | Kalervo Rauhala  | FIN  |
| Brons  | Nikolai Belov    | URS  |
| 4      | Gyula Németi     | HUN  |
| 5      | Ali Özdemir      | TUR  |
| 6      | Ercole Gallegati | ITA  |
| 7      | Gustav Gocke     | GER  |
| 8      | Emile Courtois   | BEL  |

#### halfzwaargewicht (tot 87 kg)
| rang   | sporter            | land |
| ------ | ------------------ | ---- |
| Goud   | Kelpo Gröndahl     | FIN  |
| Zilver | Sjalva Tsjikhladze | URS  |
| Brons  | Karl-Erik Nilsson  | SWE  |
| 4      | Gyula Kovács       | HUN  |
| 5      | Ismet Atli         | TUR  |
| 6      | Umberto Silvestri  | ITA  |
| 6      | Michel Skaff       | LIB  |
| 8      | Ovidiu Fórai       | ROU  |
| 8      | Joseph Schummer    | LUX  |
| 8      | Max Leichter       | GER  |

#### zwaargewicht (boven 87 kg)
| rang   | sporter            | land |
| ------ | ------------------ | ---- |
| Goud   | Johannes Kotkas    | URS  |
| Zilver | Josef Růžička      | TCH  |
| Brons  | Tauno Kovanen      | FIN  |
| 4      | Willi Waltner      | GER  |
| 5      | Alexandru Süli     | ROU  |
| 6      | Bengt Fahlkvist    | SWE  |
| 6      | Antoine Georgoulis | GRE  |
| 8      | Guido Fantoni      | ITA  |

### Vrije stijl

#### vlieggewicht (tot 52 kg)
| rang   | sporter               | land |
| ------ | --------------------- | ---- |
| Goud   | Hasan Gemici          | TUR  |
| Zilver | Yushu Kitano          | JPN  |
| Brons  | Mahmoud Mollaghassemi | IRI  |
| 4      | Georgi Sajadov        | URS  |
| 5      | Heinrich Weber        | GER  |
| 6      | Louis Baise           | RSA  |
| 7      | Robert Peery          | USA  |
| 8      | Giordano De Giorgi    | ITA  |

#### bantamgewicht (tot 57 kg)
| rang   | sporter                | land |
| ------ | ---------------------- | ---- |
| Goud   | Shohachi Ishii         | JPN  |
| Zilver | Rasjid Mamedbekov      | URS  |
| Brons  | Kha-Shaba Jadav        | IND  |
| 4      | Edvin Vesterby         | SWE  |
| 5      | Cemil Saribacak        | TUR  |
| 6      | Lajos Bencze           | HUN  |
| 7      | Ferdinand Schmitz      | GER  |
| 8      | Eigil Johansen         | DEN  |
| 8      | Mohamad Mehdi Yaghoubi | IRI  |

#### vedergewicht (tot 62 kg)
| rang   | sporter           | land |
| ------ | ----------------- | ---- |
| Goud   | Bayram Şit        | TUR  |
| Zilver | Nasser Guivegtchi | IRI  |
| Brons  | Josiah Henson     | USA  |
| 4      | Keshav Mangave    | IND  |
| 5      | Risaburo Tominaga | JPN  |
| 6      | Rauno Mäkinen     | FIN  |
| 7      | Armand Bernard    | CAN  |
| 7      | Abdel Essawi      | EGY  |

#### lichtgewicht (tot 67 kg)
| rang   | sporter              | land |
| ------ | -------------------- | ---- |
| Goud   | Olle Anderberg       | SWE  |
| Zilver | Jay Thomas Evans     | USA  |
| Brons  | Djahanbakte Tovfighe | IRI  |
| 4      | Armenak Jaltyrjan    | URS  |
| 5      | Risto Talosela       | FIN  |
| 6      | Heinrich Nettesheim  | GER  |
| 6      | Takeo Shimotori      | JPN  |
| 8      | Jan Cools            | BEL  |
| 8      | Godfrey Pienaar      | RSA  |

#### weltergewicht (tot 73 kg)
| rang   | sporter               | land |
| ------ | --------------------- | ---- |
| Goud   | William Smith         | USA  |
| Zilver | Per Berlin            | SWE  |
| Brons  | Abdollah Modjtabavi   | IRI  |
| 4      | Alberto Longarella    | ARG  |
| 5      | Ladislav Sekal        | TCH  |
| 5      | Mohamed Hassan Moussa | EGY  |
| 5      | Tsuguo Yamazaki       | JPN  |
| 8      | Aleksanteri Keisala   | FIN  |

#### middengewicht (tot 79 kg)
| rang   | sporter             | land |
| ------ | ------------------- | ---- |
| Goud   | David Tsimakoeridze | URS  |
| Zilver | Gholam Reza Takhti  | IRI  |
| Brons  | György Gurics       | HUN  |
| 4      | Gustav Gocke        | GER  |
| 5      | Haydar Zafer        | TUR  |
| 6      | León Genuth         | ARG  |
| 6      | Carel Reitz         | RSA  |
| 8      | Bengt Lindblad      | SWE  |

#### halfzwaargewicht (tot 87 kg)
| rang   | sporter          | land |
| ------ | ---------------- | ---- |
| Goud   | Viking Palm      | SWE  |
| Zilver | Henry Wittenberg | USA  |
| Brons  | Adil Atan        | TUR  |
| 4      | August Englas    | URS  |
| 5      | Abbas Zandi      | IRI  |
| 6      | Jacob Theron     | RSA  |
| 7      | Paavo Sepponen   | FIN  |
| 8      | Max Leichter     | GER  |

#### zwaargewicht (boven 87 kg)
| rang   | sporter            | land |
| ------ | ------------------ | ---- |
| Goud   | Arsen Mekokisjvili | URS  |
| Zilver | Bertil Antonsson   | SWE  |
| Brons  | Kenneth Richmond   | GBR  |
| 4      | Irfan Atan         | TUR  |
| 5      | William Kerslake   | USA  |
| 6      | Taisto Kangasniemi | FIN  |
| 7      | Natale Vecchi      | ITA  |
| 7      | Willi Waltner      | GER  |

## Medaillespiegel
| rang   | land              | goud | zilver | brons | totaal |
| ------ | ----------------- | ---- | ------ | ----- | ------ |
| 1      | Sovjet-Unie       | 6    | 2      | 2     | 10     |
| 2      | Zweden            | 3    | 4      | 1     | 8      |
| 3      | Hongarije         | 2    | 1      | 1     | 4      |
| 4      | Turkije           | 2    | 0      | 1     | 3      |
| 5      | Verenigde Staten  | 1    | 2      | 1     | 4      |
| 6      | Finland           | 1    | 1      | 2     | 4      |
| 7      | Japan             | 1    | 1      | 0     | 2      |
| 8      | Iran              | 0    | 2      | 3     | 5      |
| 9      | Libanon           | 0    | 1      | 1     | 2      |
| 9      | Tsjecho-Slowakije | 0    | 1      | 1     | 2      |
| 11     | Italië            | 0    | 1      | 0     | 1      |
| 12     | Egypte            | 0    | 0      | 1     | 1      |
| 12     | India             | 0    | 0      | 1     | 1      |
| 12     | Groot-Brittannië  | 0    | 0      | 1     | 1      |
| totaal | totaal            | 16   | 16     | 16    | 48     |